# GPSO 92 Issy
Maillots
Actualités
Le GPSO 92 Issy, anciennement Football féminin Issy-les-Moulineaux abrégé en FF Issy, est un club féminin de football français basé à Issy-les-Moulineaux et fondé en 1997 sous le nom d'EuroPeru - ou EuroPérou.
Les Isséennes atteignent pour la première fois de leur histoire la Division 1 en 2012, après avoir gravi les échelons, depuis la Ligue de Paris Île-de-France en seulement cinq saisons. En 2020, elles retrouvent l'élite et le club change de nom à cette occasion. 

## Histoire

### L'envol desChouettesd'Issy (1997-2012)

#### EuroPeru (1997-2001)
Rassemblant une vingtaine de joueuses de la communauté péruvienne de la région parisienne, le club a été fondé en 1997 sous le nom d'EuroPeru - ou EuroPérou - par Mercedes Mellado Navarro à la tête, sa sœur Edith Mellado , et ses nièces Edith et Merlyn Bohorquez d'origines péruviennes, afin de pouvoir se retrouver autour du ballon rond, et organiser des matchs de quartier. La devise latine du club, "Altivolans semper vigilo", vient déjà de cette époque et est toujours présente aujourd'hui sur le logo du club ; elle signifie : "Je vole haut et demeure toujours en éveil".

#### FF Issy-les-Moulineaux (2001)
En 2001, le nom du club devient Football Féminin Issy-les-Moulineaux, à la suite de l'élection d'une nouvelle présidente, Corinne Mesas, ancienne joueuse de Marseille, accompagnée d'Alain Pécheral journaliste à L'Équipe. Sous son impulsion l'équipe gravit les échelons rapidement, aidée plus tard par le renfort de joueuses du club d'AC Boulogne-Billancourt, à la suite de l'arrêt de la section féminine de ce club en 2006 (une nouvelle section a été recréée depuis). Le club se structure, développe son école de football (labellisée par la FFF en 2010) et profite également d'excellentes installations.

#### La lutte en Ligue de Paris Île-de-France (2001-2008)
Le championnat régional de la Ligue de Paris Île-de-France est un championnat difficile : la compétition y est plus âpre - il y a plus de clubs -, et il existe plus de paliers à franchir que dans la plupart des régions de province. Partie du plus bas niveau régional (Promotion de Ligue), l'équipe du FF Issy va réussir la performance de gravir 3 niveaux en 3 ans. Elle passe tout d'abord en Promotion d’Honneur au terme de la saison 2001-2002, puis dans la foulée en Division d’Honneur Régionale à l'issue de la saison 2002-2003.
Elle continue son ascension l'année suivante (2004), en atteignant la Division d’Honneur, le plus haut niveau régional. À cette occasion, la chouette, illustrant la devise du club, est choisie comme emblème.
L'année suivante marquera un coup d'arrêt : l'équipe entraînée par Alexandre Catarsi rate de peu la montée en finissant 2e de la Division d'Honneur Paris-Île-de-France (saison 2004-2005). Elle y luttera 4 saisons de plus, toujours bien placée mais jamais championne, jusqu'à ce qu'en 2008, avec David Remisse comme entraîneur, les Chouettes deviennent enfin Championnes de DH Paris Île-de-France. Pour atteindre le niveau supérieur, il leur faudra encore batailler en barrages. En finissant à la 3e place de ces qualifications derrière la réserve du Stade Briochin et l'USC Corné, les Isséennes obtiennent leur promotion en Division 3 Nationale.

#### L'ascension fulgurante en divisions nationales (2008-2012)
Il ne faudra qu'un an à l'équipe pour accéder à la Division 2. En effet, les Chouettes terminent la saison 2008-2009 en tête du groupe C de Division 3, à égalité de points avec le Arras FCF, et obtiennent ainsi leur billet pour la division supérieure.
Elles resteront 3 saisons en Division 2. Elles finissent leur première saison à cet échelon à la 3e place de leur groupe, derrière les clubs du Mans UC et du FCF Condéen. Sarah Palacin, attaquante de l'équipe, finit meilleure buteuse de la saison avec 25 réalisations.
Les Isséennes se rapprochent encore un peu plus des sommets la saison suivante (2010-2011), en bouclant la saison à la 2e place du groupe, à 5 points de l'ASJ Soyaux.
La consécration viendra lors de la saison 2011-2012, l'équipe finit première du groupe B avec 2 petits points d'avance sur l'ESOF La Roche-sur-Yon, et est promue, pour la première fois de son histoire, à l'échelon le plus élevé du football féminin français, la Division 1. Gwenaëlle Migot, avec 27 réalisations, finit à la deuxième place du classement des buteuses.
Un cycle se termine : après près de quatre ans passés à la présidence du Football Féminin d'Issy-les-Moulineaux, Noël Corrard passe le relais, à Christine Aubère, ancienne joueuse du Paris Saint-Germain, en juin 2012.

### LesChouettesà l'assaut des cimes (depuis 2012)

#### Des débuts compliqués (2012-2013)
La première saison (2012-2013) en Division 1 se soldera par un échec cuisant et de fortes tensions à l'intérieur du club : l'équipe finira 11e sur 12 (avec seulement 2 victoires) et sera sanctionnée par une descente en 2e division en compagnie du FC Vendenheim et du Toulouse FC.

#### Un aller-retour express en D2 (2013-2014)
Entraîneur de l'équipe depuis 2007 lors du titre en Division d'Honneur, David Remisse est remercié au cours de la saison 2012-2013, et est remplacé par Nicolas Gonfalone. Celui-ci mènera l'équipe à une remontée immédiate en Division 1 à l'issue d'une saison 2013-2014 maîtrisée, où l'équipe finit première de son groupe de Division 2 devant le VGA Saint-Maur, en ne perdant qu'un match de toute la saison.

#### Entre montées et descentes (depuis 2014)
L'équipe fanion évolue donc, pour la saison 2014-2015, en Division 1 pour la deuxième fois de son histoire. Le club compte, quant à lui, un peu plus de 200 licenciées depuis 2012 et possède plusieurs équipes, en particulier une équipe des moins de 19 ans qui joue en Championnat National Elite. Le FF Issy redescend en D2 au printemps 2015 puis en Division d'Honneur l'année suivante.
Au printemps 2017, le club retrouve la D2 grâce à sa victoire en barrage d'accession face au Clermont Foot 63. En janvier 2018, Le Parisien révèle un projet de fusion entre le FF Issy et le Red Star Football Club. Mais des réticences existant au sein du club, la fusion est finalement annulée un mois plus tard.
En avril 2020, la Fédération française de football décide de mettre un terme à la saison 2019-2020 du championnat de D2 à la suite de la pandémie de Covid-19. Ainsi, le 16 avril 2020, le Football féminin Issy est promu en D1 pour la saison suivante. À l'intersaison, le club isséen signe au partenariat avec le département des Hauts-de-Seine et renforce celui avec Grand Paris Seine Ouest (GPSO). Ainsi, le nom du club change pour intégrer ces deux partenaires : le FF Issy devient le GPSO 92 Issy.

### Identité visuelle

Premier logo du FF Issy
Logo du FF Issy de 2013 à 2020
Logo du club de 2020 à 2022.
Logo du club depuis 2023.

## Résultats sportifs

### Palmarès
Le palmarès du FF Issy comporte un Championnat d'Île-de-France de Division d'Honneur (2008) et cinq coupes des Hauts-de-Seine.
Le tableau suivant liste le palmarès du club actualisé à l'issue de la saison 2013-2014 dans les différentes compétitions officielles au niveau national et régional.
| Compétitions nationales | Compétitions régionales |
|                         | - Championnat DH Île-de-France (2) - Champion : 2008, 2017. - Vice-champion : 2005, 2006. - Championnat DHR Île-de-France - Vice-champion : 2004. - Championnat Promotion d'Honneur (1) - Champion : 2003. - Coupe de Paris Île-de-France - Finaliste : 2010. - Coupe des Hauts-de-Seine (5) - Vainqueur : 2004, 2006, 2007, 2008, 2009. - Finaliste : 2002, 2010, 2011. |

### Bilan saison par saison
Le tableau suivant retrace le parcours de l'équipe première depuis la création du club en 1997.
| Saison    | Division 1 | Division 2  | Division 3           | Divisions régionales         | Coupe de France  |
| --------- | ---------- | ----------- | -------------------- | ---------------------------- | ---------------- |
| 1997-2001 | -          | -           |                      | ...                          |                  |
| 2001-2002 | -          | -           | Promotion de Ligue   | 1er tour régional            |                  |
| 2002-2003 | -          | -           | -                    | Champion Promotion d'Honneur | ...              |
| 2003-2004 | -          | -           | -                    | 2e DHR Paris-Île-de-France   | 2e tour fédéral  |
| 2004-2005 | -          | -           | -                    | 2e DH Île-de-France          | 2e tour fédéral  |
| 2005-2006 | -          | -           | -                    | 2e DH Île-de-France          | 1/16 de finale   |
| 2006-2007 | -          | -           | -                    | DH Île-de-France             | ...              |
| 2007-2008 | -          | -           | -                    | Champion DH Île-de-France    | 1er tour fédéral |
| 2008-2009 | -          | -           | 1er (gr. C)          | -                            | 1/16 de finale   |
| 2009-2010 | -          | 3e (gr. B)  | -                    | -                            | 1/8 de finale    |
| 2010-2011 | -          | 2e (gr. B)  |                      | -                            | 1/32 de finale   |
| 2011-2012 | -          | 1er (gr. B) | -                    | 1er tour fédéral             |                  |
| 2012-2013 | 11e        | -           | -                    | 1/32 de finale               |                  |
| 2013-2014 | -          | 1er (gr. B) | -                    | 1/32 de finale               |                  |
| 2014-2015 | 12e        | -           | -                    | 1/32 de finale               |                  |
| 2015-2016 | -          | 8e (gr. B)  | -                    | 1/16 de finale               |                  |
| 2016-2017 | -          | -           | 1er DH Île-de-France | Tours régionaux              |                  |
| 2017-2018 | -          | 8e (gr. A)  | -                    | 1/16 de finale               |                  |
| 2018-2019 | -          | 5e (gr. A)  | -                    | 1/16 de finale               |                  |
| 2019-2020 | -          | 1er (gr. A) | -                    | 2e tour fédéral              |                  |
| 2020-2021 | 11e        | -           | -                    | Compétition arrêtée          |                  |
| 2021-2022 | 11e        | -           |                      | -                            | 1/16 de finale   |

## Personnages emblématiques du club

### Présidents
- Corinne Mesas (2001 à 2008)
- Noël Corrard (2008 à 2012)
- Christine Aubere (2012 à 2022)
- David Valcke (Depuis 2022)

### Entraîneurs
- Alexandre Catarsi (2002 à 2003)
- Romuald Hamon  (2002 à 2004)
- Alexandre Catarsi (2004 à 2007)
- David Remisse (2007 à 2013)
- Nicolas Gonfalone (2013 à 2016)
- Yacine Guesmia (2016 à 2021)
- Camillo Vaz (2021 à 2022)
- Erwann Bouchard (2022 à 2023)

### Joueuses emblématiques
- Cynthia Gueheo-Djetou (France A', formée au club et participe aux montées dans les Divisions régionales, évolue désormais à FF Yzeure AA)
- Sarah Palacin (formée au club et participe aux montées en D2 puis D1, évolue désormais à l'AS Saint-Étienne)
- Pauline Peyraud-Magnin (gardienne de l'équipe de France A lors de l'Euro féminin 2022, qui a évolué au club en 2014-2015)